# STS-124
STS-124 var en rymdfärd till den Internationella rymdstationen ISS, som genomfördes av den amerikanska rymdfärjan Discovery mellan den 31 maj 2008 och 
den 14 juni 2008.

## Uppdragets mål
Discovery levererade och installerade laboratoriet PM (Pressurized Module) samt robotarmana (JEM RMS) till det japanska laboratoriet Kibō, samt flyttade den tidigare uppskjutna japanska lagermodulen ELM-PS till sin permanenta plats ovanpå PM. Discovery levererade även annan utrustning, bland annat av ISS besättning efterlängtade reservdelar till en toalett.

## Aktiviteter

### Innan uppskjutning
Discovery rullade över till Vehicle Assembly Building från sin hangar den 26 april där hon förbereddes för start. Den 3 maj rullade Discovery ut till startplatta 39A.

### Aktiviteter dag för dag

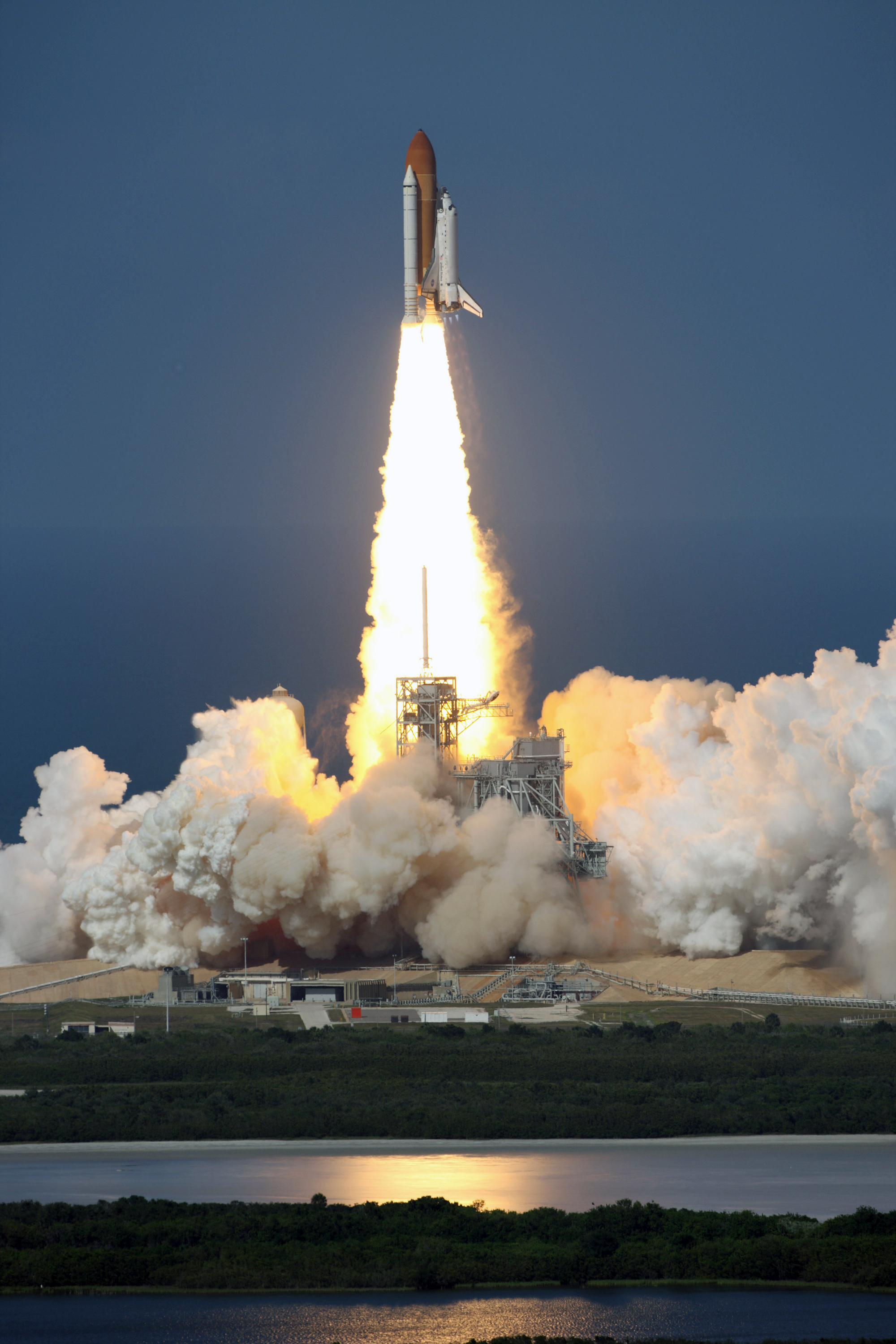
Discovery STS-124 startar den 31 maj från Kennedy Space Center.

Dag 1: Lyckad start klockan 23.02 svensk sommartid från Kennedy Space Center. Små bitar av isolering lossnade från den externa bränsletanken men var ingen risk för Discovery. Däremot skadades startplattan så svårt att reparationer var nödvändiga innan påföljande start. När Discovery nått sin omloppsbana öppnades lastrums-dörrarna, antennen fälldes ut och robotarmen aktiverades. 
Dag 2: Man kunde endast genomföra begränsad inspektion efter start bland annat av vingkanter och värmeskyddsplattor på grund av Kibō. Förberedelser inför dockningen med ISS gjordes.
Dag 3: När Discovery var strax under rymdstationen manövrerades hon i en bakåtvolt  så ISS-besättningen kunde ta bilder på hennes undersida, varefter hon dockade med ISS klockan 20.03 svensk sommartid.
Dag 4: Fossum och Garan utförde den första rymdpromenaden, se avsnitt EVA 1 nedan. Det nya laboratoriet PM lyftes med hjälp av Canadarm2 ur Discoverys lastrum och placerades på sin plats på Harmonys babord port.
Dag 5: Luckan till den nya Kibō modulen öppnades. Besättningen lagade även den trasiga toaletten.
Dag 6: Fossum och Garan utförde den andra rymdpromenaden, se avsnitt EVA 2 nedan.
Dag 7: Intervjuer med media samt att Kibōs förrådsmodul flyttades från sin tillfälliga plats på Harmony till sin permanenta på Kibō.
Dag 8: Kibōs robotarm manövrerades för första gången med Hoshide och Nyberg vid kontrollerna.
Dag 9: Fossum och Garan utförde den tredje rymdpromenaden, se avsnitt EVA 3 nedan.
Dag 10: Fortsatta tester av den japanska robotarmen genomfördes, samt konferens med massmedia.
Dag 11: Luckan mellan ISS och Discovery stängdes 21.49 svensk tid.
Dag 12: Discovery separerade från ISS klockan 13.42 svensk tid. Sedan följde den traditionella flygningen runt ISS och därefter slutfördes kontrollerna från dag 2.
Dag 13: En mestadels ledig dag för besättningen. Pilot Kenneth Ham intervjuades i ett radioprogram.  
Dag 14: Besättningen förberedde Discovery inför landningen.
Dag 15: Discovery landade lyckat på bana 15 på Kennedy Space Center den 14 juni. Discovery avslutade därmed STS-124 och sitt 35:e uppdrag efter 217 varv runt jorden.

### Rymdpromenader

#### EVA 1
Astronauterna flyttade Orbiter Boom Sensor System som lämnades av föregående uppdrag från styrbord truss till rymdfärjan. Sedan förberedde man Kibō PM inför anslutningen till ISS samt utförde service och inspektion av rotationsmekanismen för solpanelerna på styrbord truss. Fossum och Garan utförde rymdpromenaden som varade i sex timmar och fyrtioåtta minuter.

#### EVA 2
Astronauterna installerade extern utrustning på Kibō samt förberedde lagermodulen ELM-PS inför dess flytt nästa dag. Sedan förbereddes ett byte av en kvävetank på truss och till sist monterades en kamera bort som hade tappat sin kraftförsörjning. Fossum och Garan utförde även denna rymdpromenad som varade i sju timmar och elva minuter.

#### EVA 3
Fossum och Garan slutförde bytet av kvävetanken och monterade en ny TV-kamera i stället för den som togs bort under EVA 2. Installationen av extern utrustning på Kibō slutfördes. Rymdpromenaden varade i sex timmar och trettiotre minuter.

## Besättning
- USA Mark E. Kelly, befälhavare. (3).
- USA Kenneth Ham, pilot. (1).
- USA Karen L. Nyberg, uppdragsspecialist. (1).
- USA Ronald J. Garan, Jr., uppdragsspecialist. (1).
- USA Michael E. Fossum, uppdragsspecialist. (2).
- Japan Akihiko Hoshide, uppdragsspecialist. (1)

Siffran inom parentes visar antal rymdfärder inklusive denna som personen gjort.

### Besättning på ISS som byttes med detta uppdrag
- USA Gregory Chamitoff, uppdragsspecialist. Reste med Discovery för att ingå i Expedition 17 på ISS
- USA Garrett Reisman, uppdragsspecialist. Återvände till jorden från Expedition 17. (1).

## Galleri
- Video som visar starten

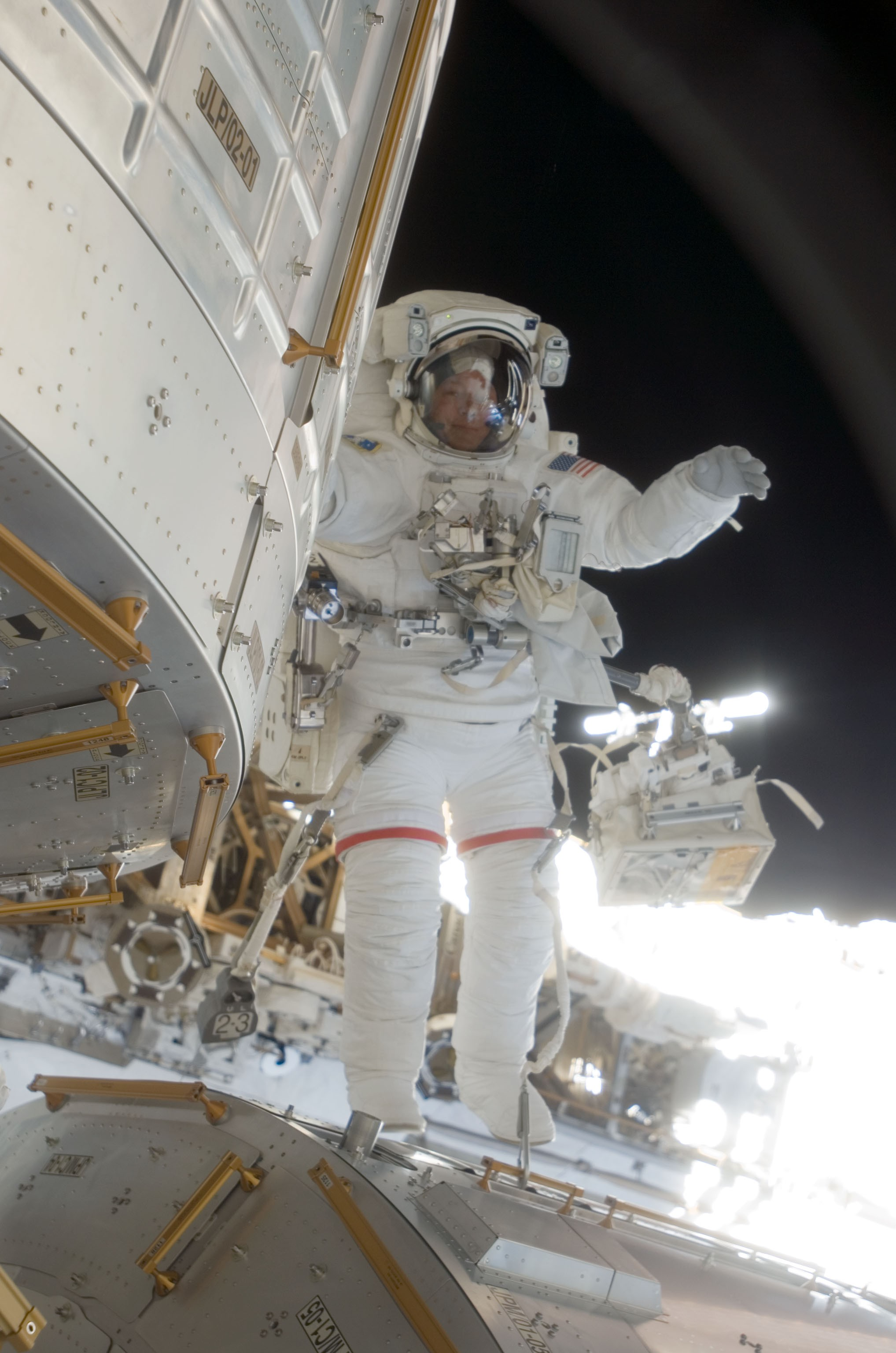
Fossum under EVA 2 den 5 juni 2008.
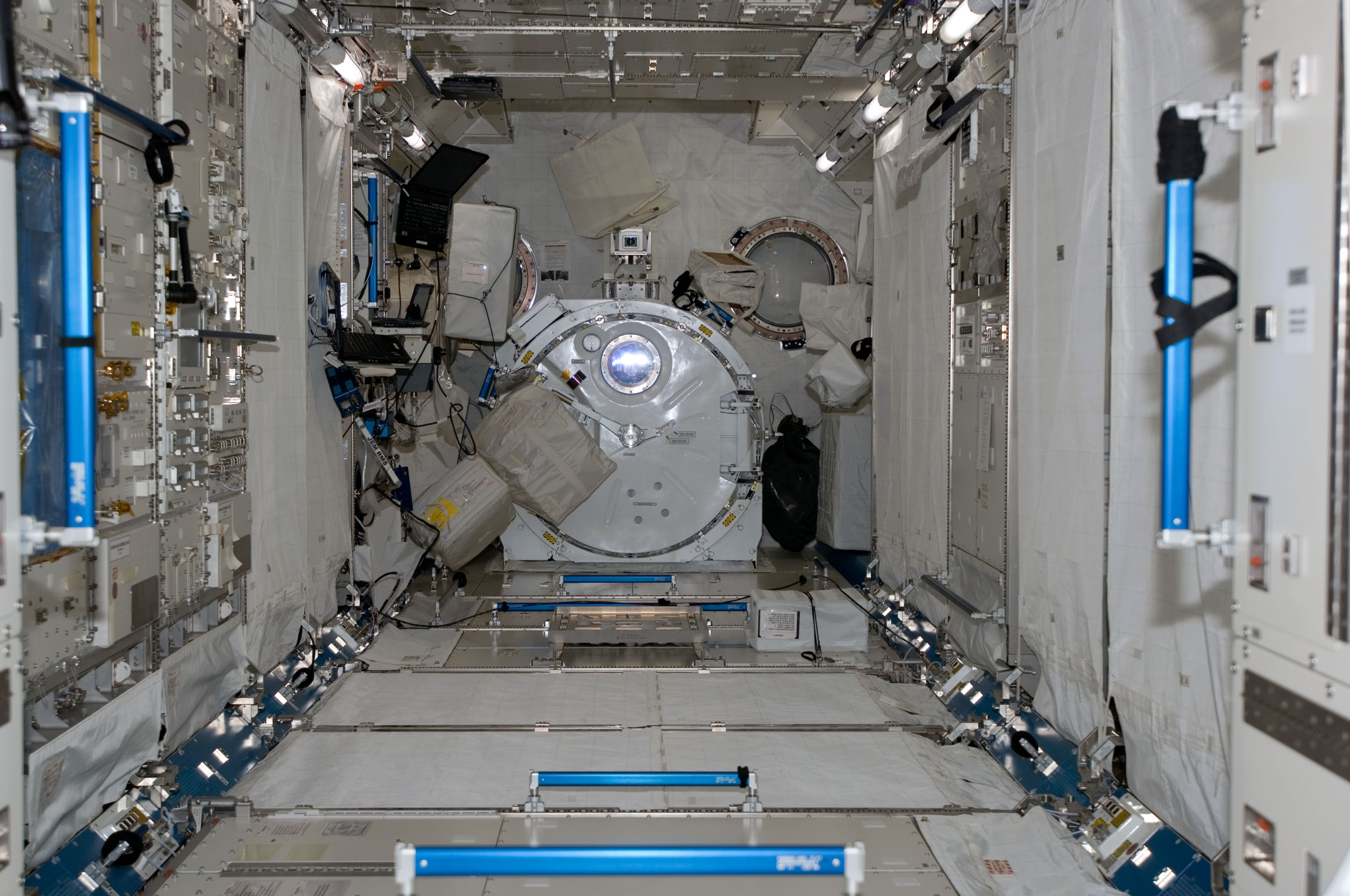
Bild tagen inuti Kibo den 7 juni 2008.
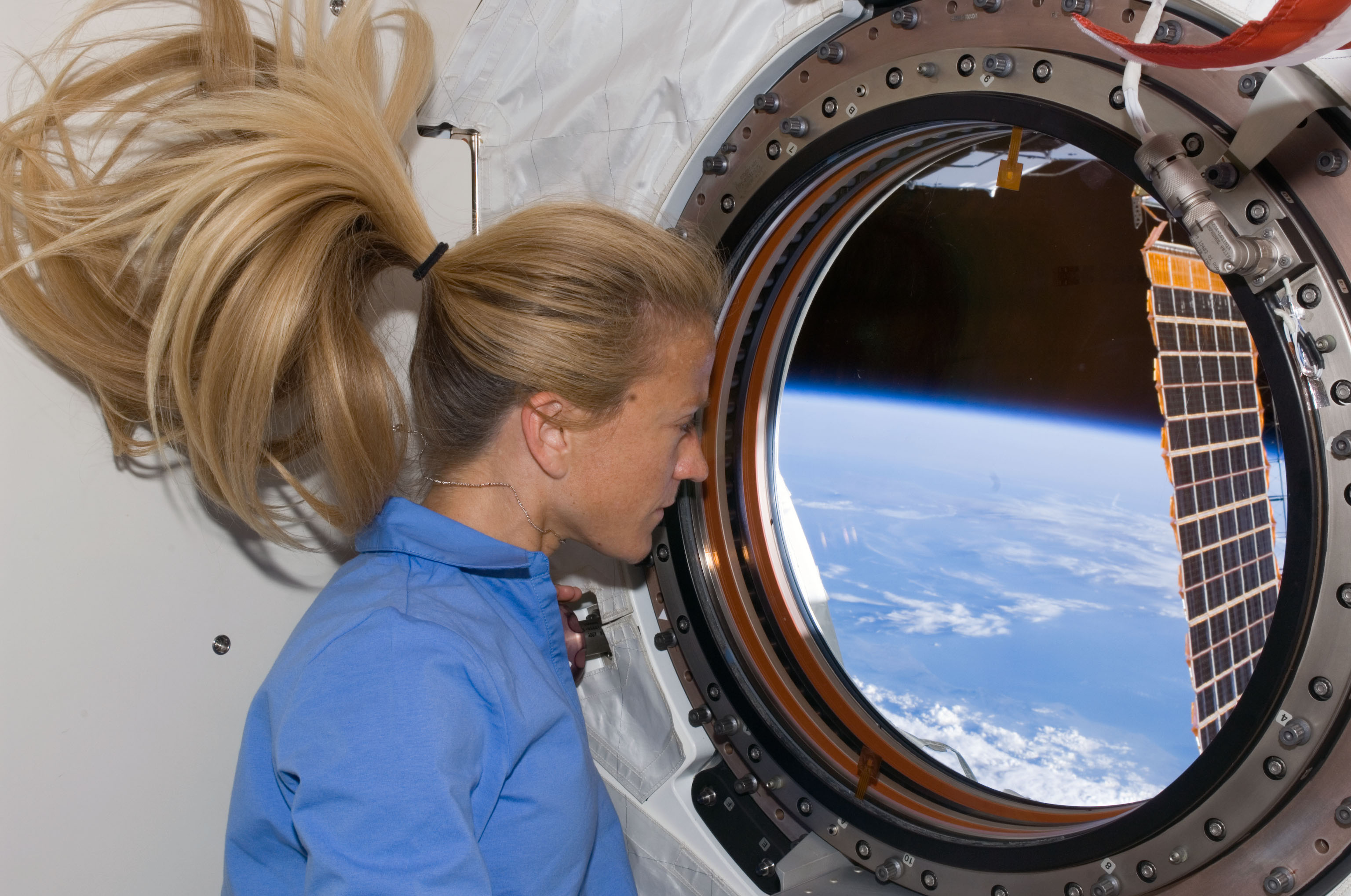
Karen Nyberg tittar ut genom ett fönster på Kibo den 10 juni 2008.
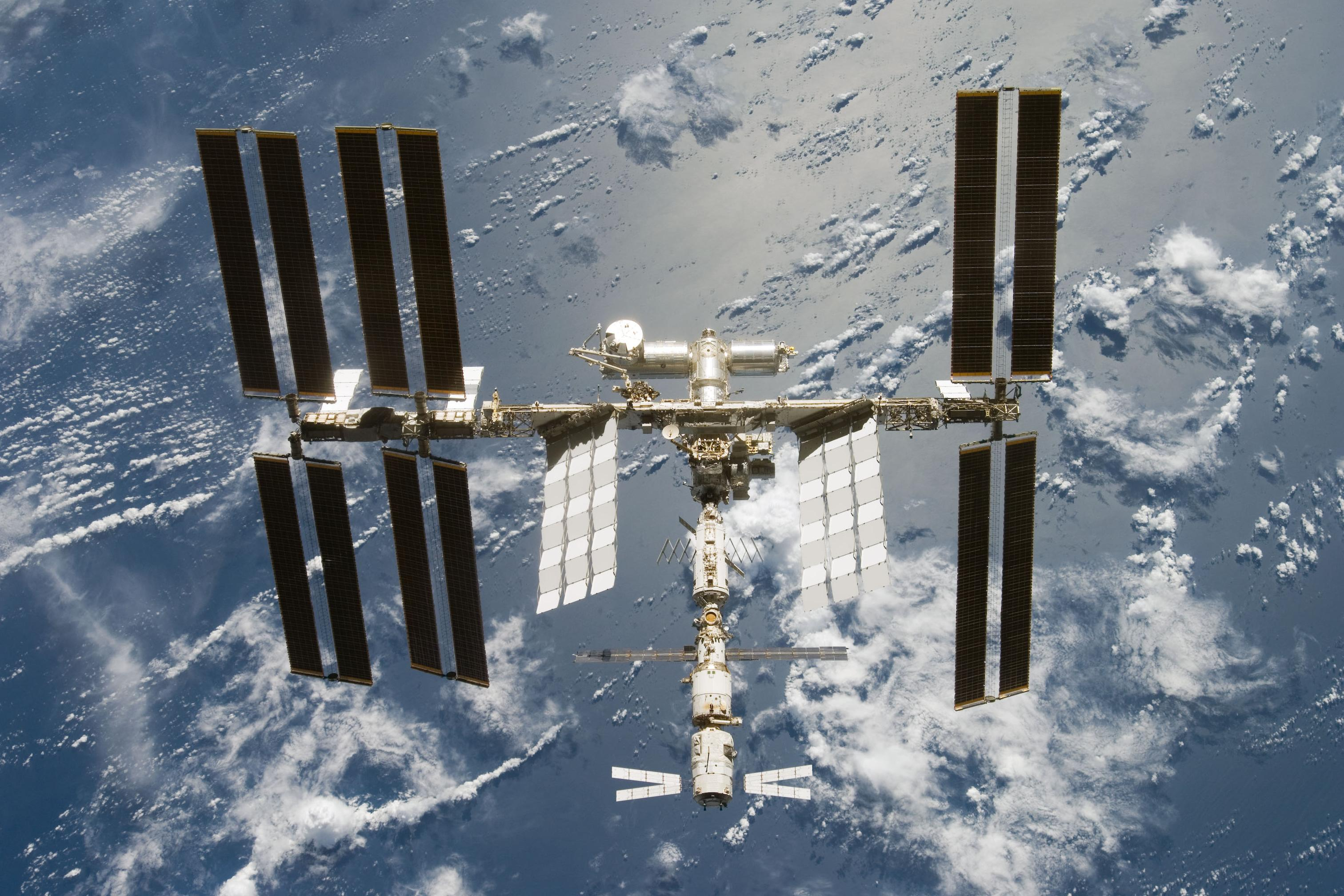
ISS efter STS-124 den 11 juni 2008.
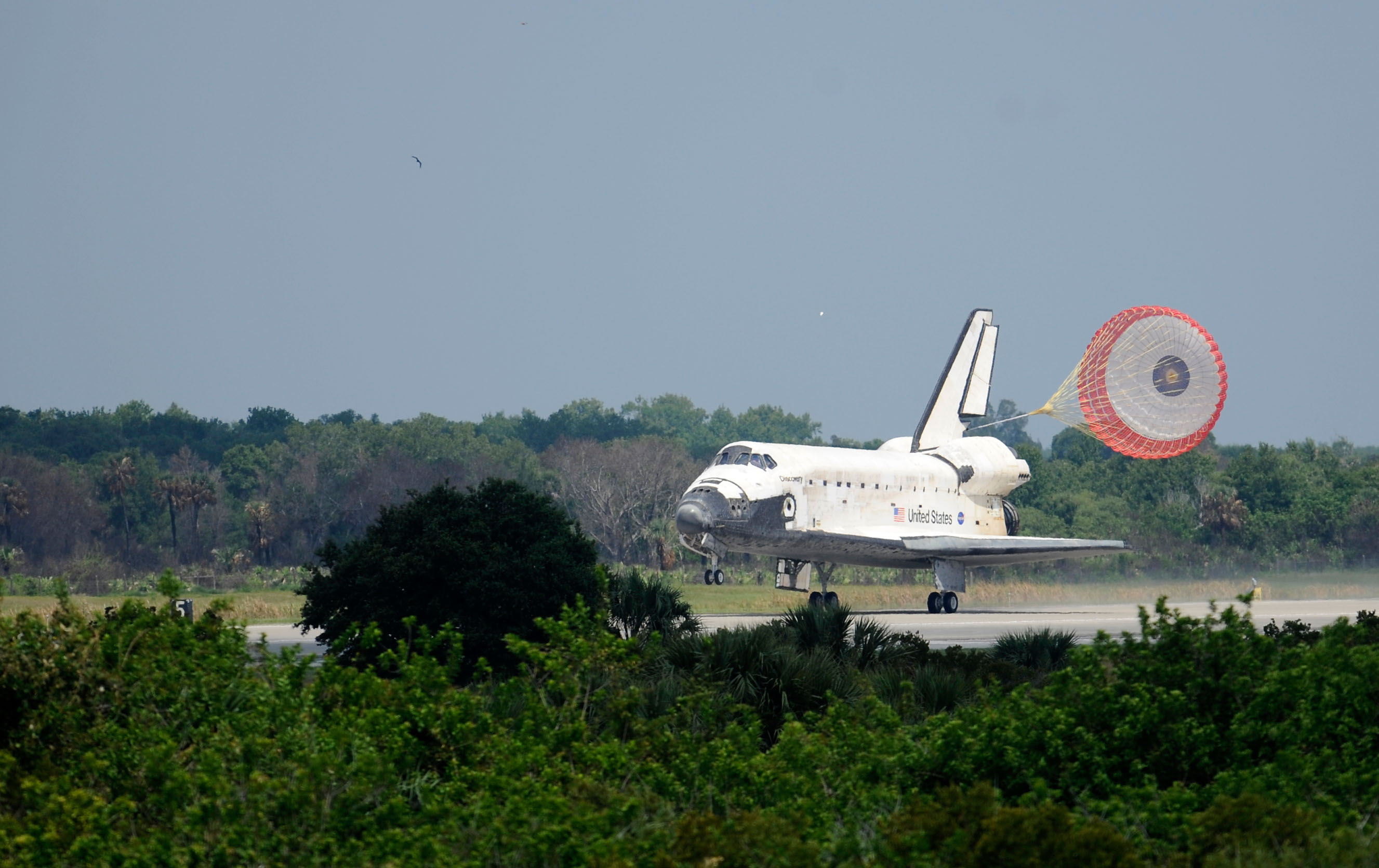
Discovery landar den 14 juni 2008.

## Väckningar
Under Geminiprogrammet började NASA spela musik för besättningar och sedan Apollo 15 har man varje "morgon" väckt besättningen med ett särskilt musikstycke, särskilt utvalt antingen för en enskild astronaut eller för de förhållanden som råder.
| Dag | Låt                              | Artist/Kompositör                   | Spelad för      | Länk    |
| --- | -------------------------------- | ----------------------------------- | --------------- | ------- |
| 2   | Your Wildest Dreams              | the Moody Blues                     | Kenneth Ham     | wav mp3 |
| 3   | Away from Home                   | José Molina Serrano                 | Greg Chamitoff  | wav mp3 |
| 4   | Hold Me with the Robot Arm       | Yusuke Hanawa                       | Akihiko Hoshide | wav mp3 |
| 5   | Have You Ever                    | Brandi Carlile                      | Karen Nyberg    | wav mp3 |
| 6   | Fly Away                         | Lenny Kravitz                       | Ron Garan       | wav mp3 |
| 7   | Bright as Yellow                 | Innocence Mission                   | Karen Nyberg    | wav mp3 |
| 8   | Taking Off                       | Godaigo                             | Akihiko Hoshide | wav mp3 |
| 9   | The Mickey Mouse Club March      |                                     |                 | wav mp3 |
| 10  | The Spirit of Aggieland          | the Fightin’ Texas Aggie Band       | Mike Fossum     | wav mp3 |
| 11  | All Because of You               | U2                                  | Ron Garan       | wav mp3 |
| 12  | Centerfield                      | John Fogerty                        | Kenneth Ham     | wav mp3 |
| 13  | Crystal Frontier                 | Calexico                            | Mark E. Kelly   | wav mp3 |
| 14  | Baby, Won't You Please Come Home | Louis Prima och Keely Smith         | Garrett Reisman | wav mp3 |
| 15  | Life on an Ocean Wave            | the US Merchant Marine Academy Band | Mark Kelly      | wav mp3 |